# 5812 Jayewinkler
5812 Jayewinkler è un asteroide della fascia principale. Scoperto nel 1988, presenta un'orbita caratterizzata da un semiasse maggiore pari a 2,5983991 UA e da un'eccentricità di 0,1164920, inclinata di 14,62280° rispetto all'eclittica.